# Rendon (Teksas)
Rendon je naseljeno mjesto za statističke potrebe u američkoj saveznoj državi Teksas. Prema popisu stanovništva iz 2010. u njemu je živjelo 12.552 stanovnika.